# Georg Wolfgang Panzer
Georg Wolfgang Franz Panzer, född 16 mars 1729, död 9 juli 1805, var en tysk bibliograf, far till botanikern med samma namn.
Panzer var evangelisk pastor i Nürnberg. Han utgav flera värdefulla bibliografier, huvudsakligen rörande äldre tysk litteratur. Bland dessa märks Entwurf einer vollständigen Geschichte der deutschen Bibelüberzetzung D:r Martin Luthers von 1517–1581 (1781), Annalen der ältern deutschen Litteratur (3 band, 1788–1805), samt Annale typographici (11 band, 1793–1803).